# 什米爾基
49°39′2″N 26°36′9″E / 49.65056°N 26.60250°E
什米爾基（烏克蘭語：Шмирки）是位於烏克蘭西部的村莊，由赫梅利尼茨基州裡赫梅利尼茨基區的納爾凱維奇市鎮負責管轄。該村面積2.12平方公里，海拔高度313米，2001年人口472，人口密度每平方公里222.6人。